# Place Bernard-Lange
La place Bernard-Lange est une voie de Toulouse, chef-lieu de la région Occitanie, dans le Midi de la France.

## Situation et accès

### Description
La place Bernard-Lange est une voie publique. Elle se trouve au cœur du quartier Saint-Cyprien, dans le secteur 2 - Rive gauche.
Elle forme un trapèze allongé d'environ 1 000 m2 entre la rue Charles-Viguerie, au nord, et la rue des Novars, au sud, limité à l'ouest par la rampe du pont Saint-Pierre, sous laquelle se trouve le portail de l'hôpital de La Grave. 
La chaussée compte une seule voie de circulation automobile en sens unique, de la rue Charles-Viguerie vers la rue des Novars. Elle appartient à une zone de rencontre et la vitesse est limitée à 20 km/h. Il n'existe ni bande, ni piste cyclable, quoiqu'elle soit à double-sens cyclable.

### Voies rencontrées
La place Bernard-Lange rencontre les voies suivantes, dans l'ordre des numéros croissants :
1. Rue Charles-Viguerie
2. Rue du Pont-Saint-Pierre - accès piéton
3. Rue des Novars

### Transports
Il existe une station de vélos en libre-service VélôToulouse : la station no .

## Odonymie
La place, aménagée vers 1860, est d'abord nommée place de l'Hospice-de-la-Grave, puisqu'on y trouve l'entrée principale de l'hôpital de La Grave. En 1879, le conseil municipal lui donne le nom de Bernard Lange (1754-1839), sculpteur et restaurateur au musée du Louvre.

## Histoire
La place est aménagée vers 1860, à la suite de la construction du pont Saint-Pierre et du percement de la rue du Pont-Saint-Pierre.

## Patrimoine et lieux d'intérêt

### Immeubles
- no  2-4 : magasin Mollinié.
Des bâtiments destinés à abriter des magasins sont construits en 1866 par l'architecte Tourrié : ils occupent une vaste parcelle entre la place Bernard-Lange, la rue Charles-Viguerie (actuel no 49) et la rue du Crucifix (actuel no 5 bis). Ils sont en partie détruits par la crue de la Garonne en 1875, puis reconstruits deux ans plus tard pour M. Mollinié sur les plans de l'architecte Alexandre Laffon. Les bâtiments s'élèvent sur deux niveaux – un rez-de-chaussée et un entresol. La façade, sur la place Bernard-Lange, est rythmée par l'alternance des arcades voûtées en plein cintre, qui englobent les deux niveaux, et des fenêtres rectangulaires. L'élévation est couronnée par une corniche moulurée[3].

## Personnalité
- Jean-Jacques Lafon (né en 1955) : auteur-compositeur-interprète, il possède une maison de la place[4].